# Singapur International 2013
Die Singapur International 2013 im Badminton fanden vom 20. bis zum 24. August 2013 in Singapur statt.

## Sieger und Platzierte
| Disziplin    | Gold                                | Silber                         | Bronze                                         |
| ------------ | ----------------------------------- | ------------------------------ | ---------------------------------------------- |
| Herreneinzel | Derek Wong Zi Liang                 | Lin Yu-hsien                   | Ashton Chen Yong Zhao                          |
| Herreneinzel | Derek Wong Zi Liang                 | Lin Yu-hsien                   | Senatria Agus Setia Putra                      |
| Dameneinzel  | Rawinda Prajongjai                  | Pornpawee Chochuwong           | Sashina Vignes Waran                           |
| Dameneinzel  | Rawinda Prajongjai                  | Pornpawee Chochuwong           | Vũ Thị Trang                                   |
| Herrendoppel | Chen Chung-jen Wang Chi-lin         | Jagdish Singh Roni Tan         | Chang Kai-liang Su Yi-neng                     |
| Herrendoppel | Chen Chung-jen Wang Chi-lin         | Jagdish Singh Roni Tan         | Chang Ko-chi Wang Chih-hao                     |
| Damendoppel  | Shinta Mulia Sari Yao Lei           | Fu Mingtian Vanessa Neo Yu Yan | Melati Daeva Oktavianti Rosyita Eka Putri Sari |
| Damendoppel  | Shinta Mulia Sari Yao Lei           | Fu Mingtian Vanessa Neo Yu Yan | Maretha Dea Giovani Melvira Oklamona           |
| Mixed        | Vasin Nilyoke Chayanit Chaladchalam | Wang Chi-lin Chen Szu-yu       | Chen Chung-jen Cheng Yu-chieh                  |
| Mixed        | Vasin Nilyoke Chayanit Chaladchalam | Wang Chi-lin Chen Szu-yu       | Wasapon Uttamang Rawinda Prajongjai            |